# Huckleberry Fox
George Miller „Huckleberry“ Fox (* 6. Oktober 1974 in Philadelphia; † 3. November 2024 in Washington, D.C.) war ein US-amerikanischer Schauspieler.

## Leben
Der 1974 geborene Fox trat wie seine drei Brüder und zwei Schwestern bereits als Kleinkind in Werbespots auf. Er gab sein Filmdebüt 1983 im Alter von 8 Jahren an der Seite von Debra Winger und Jeff Daniels im Filmdrama Zeit der Zärtlichkeit. Seine Schauspielleistung brachte ihm Kritikerlob ein.
Im Anschluss folgten Rollen in Filmen wie Unverstanden, American Dreamer und Blue Yonder – Flug in die Vergangenheit. Bis Ende der 1980er Jahre trat Fox auch in mehreren Fernsehproduktionen auf. Nach dem Abschluss der Schule folgten ab 1995 noch drei weitere Rollen, bevor er sich von der Schauspielerei zurückzog.
Fox erlangte einen Bachelor in Biologie an der New York University und einen Master in Animal Science der Cornell University. Er unterrichtete von 2001 bis 2005 Tierphysiologie und Biologie an der Northfield Mount Hermon School. Später erlangte er seinen Doktor in Agricultural Health an der University of Florida. Seit dem Jahr 2015 war er für den Animal and Plant Health Inspection Service (APHIS) des Landwirtschaftsministeriums der Vereinigten Staaten als Berater tätig. Für den APHIS wirkte er unter anderem in Südafrika.
Fox war vom Oktober 2000 bis zu seinem Tode im November 2024 verheiratet und Vater zweier Söhne.

## Filmografie
- 1983: Zeit der Zärtlichkeit (Terms of Endearment)
- 1983: Unverstanden (Misunderstood)
- 1984: American Dreamer
- 1985: Konrad (Fernsehfilm)
- 1985: Blue Yonder – Flug in die Vergangenheit (The Blue Yonder, Fernsehfilm)
- 1986: A Winner Never Quits (Fernsehfilm)
- 1986: Two Soldiers (Kurzfilm)
- 1987: The Incredible Ida Early (Fernsehfilm)
- 1988: Geschichten aus der Schattenwelt (Tales from the Darkside, Fernsehserie, 1 Episode)
- 1995: Screen Two (Fernsehserie, 1 Episode)
- 1995: Pharaoh’s Army
- 1995: Animal Room
- 1996: Unter Brüdern (No Way Home)